# Wyke van Weelden
Wyke van Weelden (Leusden, 17 januari 1993) is een Nederlandse singer-songwriter. Ze werd bekend door deelname aan De beste singer-songwriter van Nederland in 2012. In 2014 schreef ze de titelsongs van zowel Kenau als De Poel, die ze ook beide uitvoerde. Met deze opdrachten hoopte Van Weelden haar muziekcarrière weer op te kunnen pakken die na de deelname aan De beste singer-songwriter van Nederland niet van de grond was gekomen.